# Fritz-Foerster-Platz 2

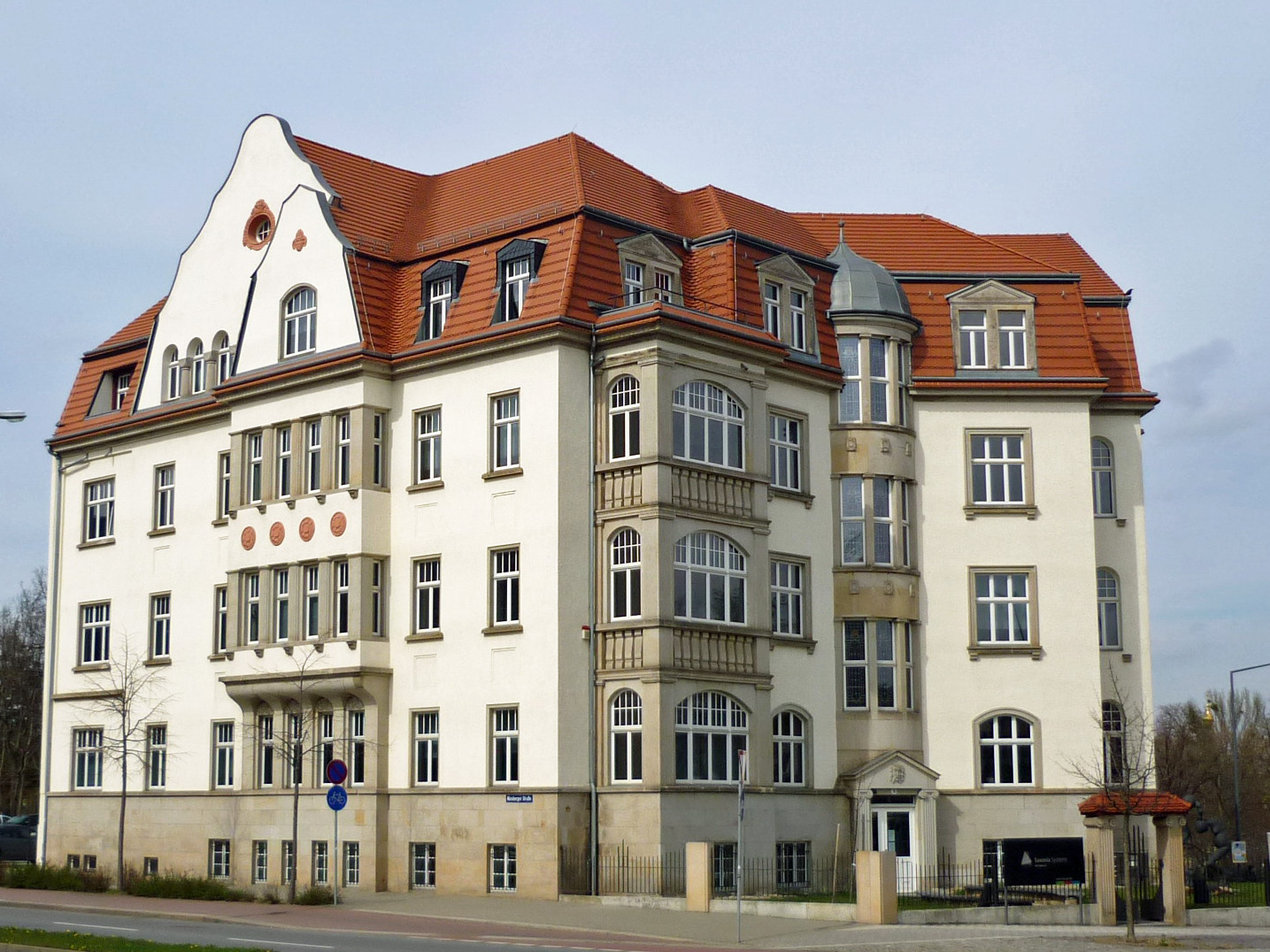
Wohn- und Geschäftshaus Fritz-Foerster-Platz 2

Das Amtsgebäude Fritz-Foerster-Platz 2 (auch Bergstraße 60) ist ein Wohn- und Geschäftshaus in Dresden. Es steht in der Südvorstadt am nordwestlichen Rand des Fritz-Foerster-Platzes in Ecklage zwischen Nürnberger Straße und Bergstraße.
Die markante Fassade des ortsbildprägenden Gebäudes ist weitgehend neoklassizistisch gehalten und wird durch Jugendstilelemente belebt. Es ist neben dem südlichen Beyer-Bau einer von zwei erhaltenen Vorkriegsbauten am Fritz-Foerster-Platz, ist Zeugnis der vormaligen, bis zu den benachbarten Plätzen reichenden Blockrandbebauung und steht unter Denkmalschutz.

## Geschichte

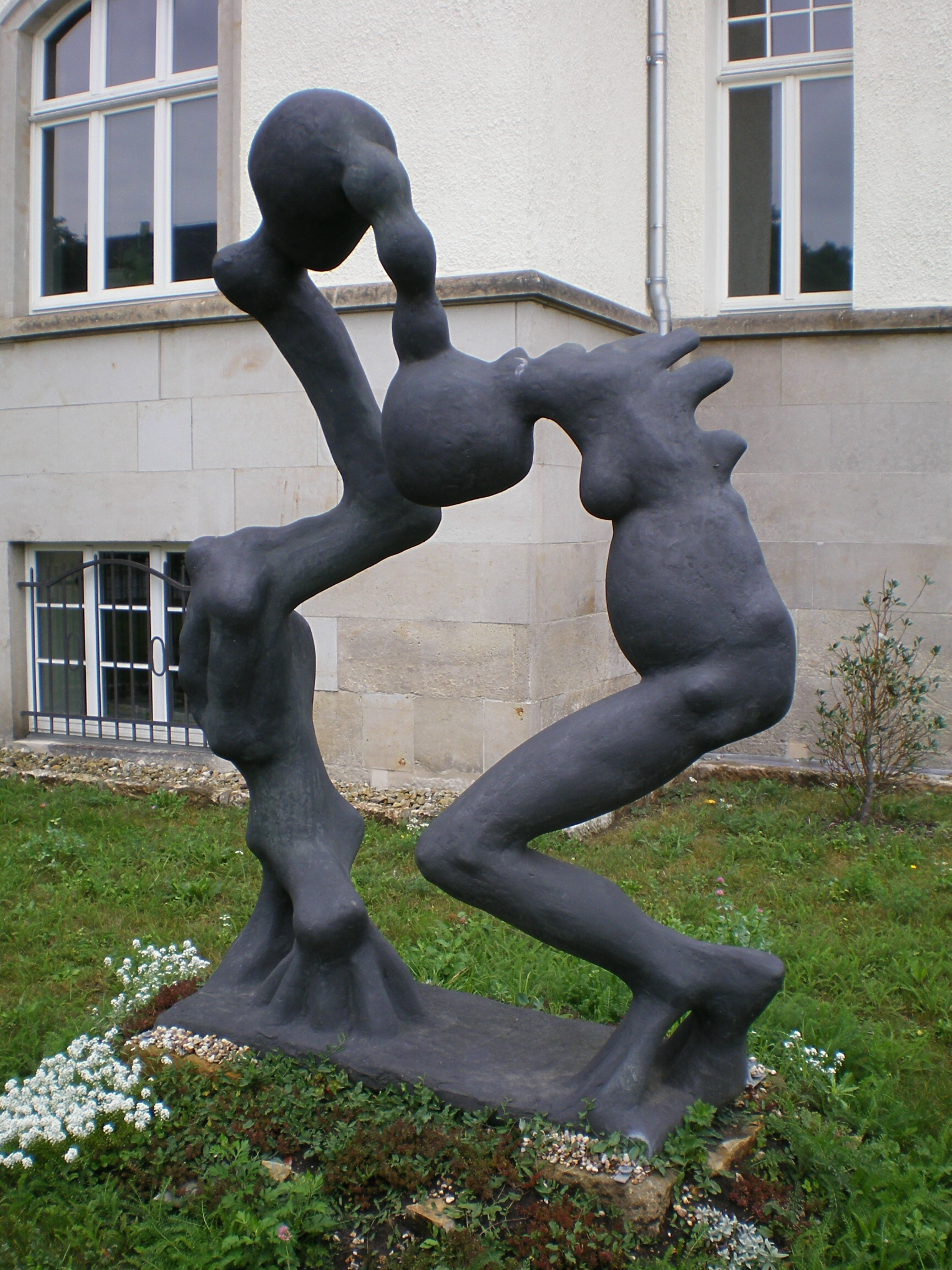
Zweierbeziehung

Das Gebäude wurde 1910 am damaligen Sedanplatz als Büro- und Wohnhaus errichtet. In ihm war zeitweise das 11. Polizeirevier untergebracht.
Von 1957 bis 1991 war das Haus Verwaltungssitz des Stadtbezirks Dresden-Süd. Danach war es noch bis 1996 Sitz des Ortsamts Südvorstadt, bevor die Verwaltung ins Rathaus Plauen umzog und damit eine Umbenennung in Ortsamt Plauen (seit 2018: Stadtbezirksamt Plauen) erfolgte. Einige Abteilungen der Stadtverwaltung hatten darüber hinaus ihren Sitz im Gebäude. Der Hygienische Dienst zog im März 2000 aus, im April 2000 zogen die Abteilungen für Gewerbe- und Versicherungsamtsangelegenheiten des Ordnungsamtes in das Stadthaus in der Theaterstraße um.
Neben dem Eingang Fritz-Foerster-Platz wurde die 2005 von Ulrich Eißner geschaffene Polymerbeton-Skulptur Zweierbeziehung aufgestellt.

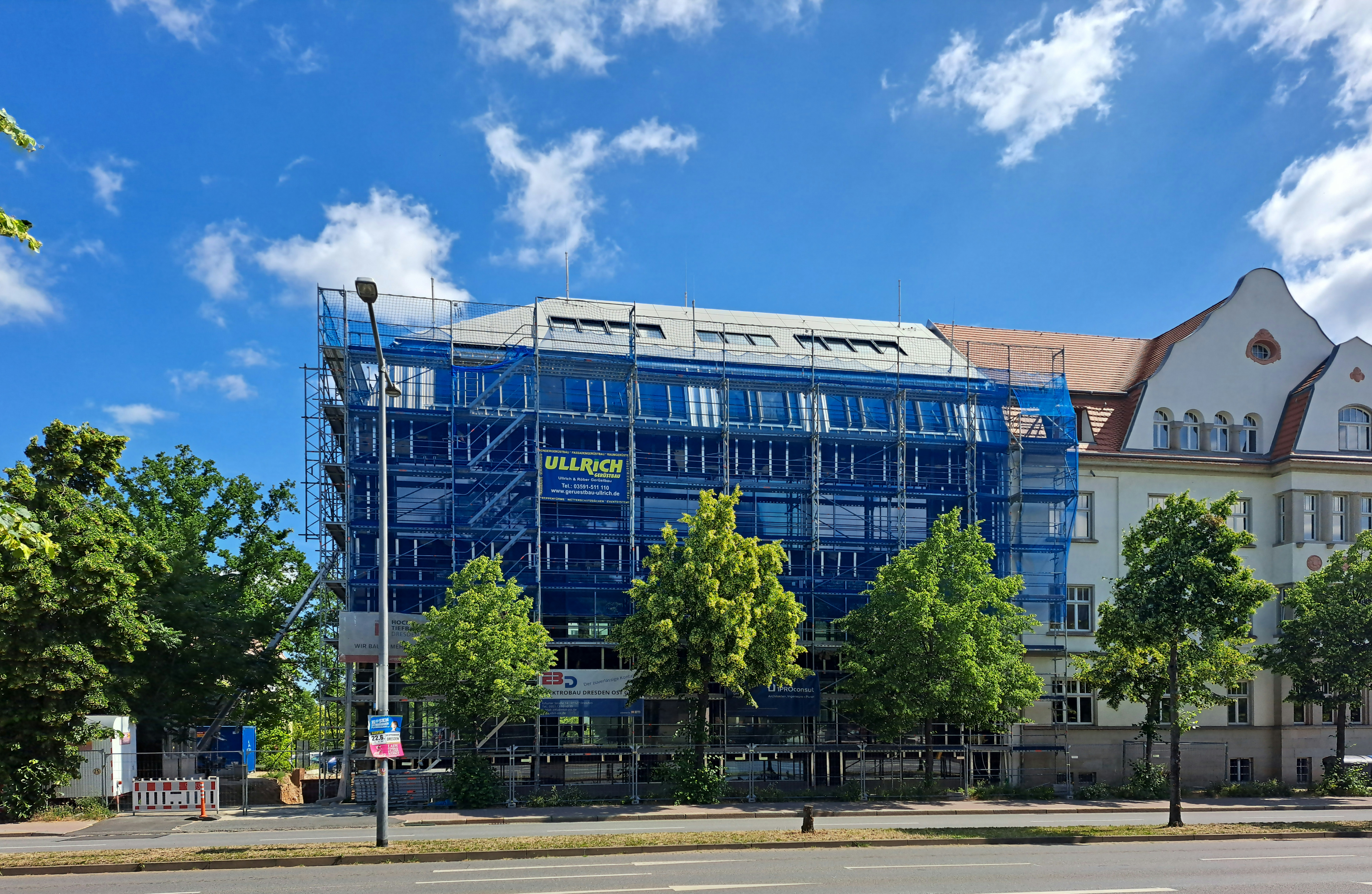
Anbau Nürnberger Straße 63 (Juni 2025)

Das zwischenzeitlich an die Alteigentümer rückübertragene Gebäude wurde von den Eigentümern der Saxonia Holding erworben und 2007/08 denkmalgerecht saniert. Seitdem war es Sitz der Saxonia Systems AG, die 2019 mit dem Gebäude an die Carl Zeiss AG veräußert wurde und seit 2020 als Carl Zeiss Digital Innovation firmiert. Zeiss ergänzt den südlichen Flügel um einen Neubau auf dem Grundstück des Vorkriegsanbaus Nürnberger Straße 63, der die ursprüngliche V-Form des Gebäudeensembles wiederherstellt. Der seit 2022 errichtete Neubau setzt sich optisch vom Bestandsbau ab und soll mit 1850 Quadratmeter Nutzfläche auf sechs Etagen (Erdgeschoss, drei Vollgeschosse, zwei Dachgeschosse) Platz für über 100 Arbeitsplätze bieten.
Von Januar 2020 bis zum I. Quartal 2023 war im Gebäude Fritz-Foerster-Platz 2 auch ein Generalkonsulat Finnlands untergebracht.

## Anhang